# 長野県道・新潟県道504号信濃斑尾高原線
長野県道・新潟県道504号信濃斑尾高原線（ながのけんどう・にいがたけんどう504ごう しなのまだらおこうげんせん）は、長野県上水内郡信濃町と新潟県妙高市を結ぶ一般県道。

## 概要
- 起点：長野県上水内郡信濃町野尻（野尻湖交差点＝国道18号・長野県道360号古間停車場野尻線交点）
- 終点：新潟県妙高市大字樽本字斑尾（新潟県道97号飯山斑尾新井線交点）

## 通過する自治体
- 長野県
  - 上水内郡信濃町
- 新潟県
  - 妙高市

## 重複区間
- 長野県道360号古間停車場野尻線（野尻湖交差点 - 上水内郡信濃町野尻付近）
- 長野県道96号飯山妙高高原線（上水内郡信濃町古海付近）

## 交差・接続する道路
- 野尻湖交差点（上水内郡信濃町野尻＝起点）
  - 国道18号（野尻バイパス）
  - 長野県道360号古間停車場野尻線 - ※重複区間ここから
- （上水内郡信濃町野尻付近）
  - 長野県道360号古間停車場野尻線 - ※重複区間ここまで
- （上水内郡信濃町古海付近）
  - 長野県道96号飯山妙高高原線 - ※重複区間ここから
- （上水内郡信濃町古海付近）
  - 長野県道96号飯山妙高高原線 - ※重複区間ここまで
- （妙高市樽本付近＝終点）
  - 新潟県道97号飯山斑尾新井線

## 周辺
- 野尻湖
  - 野尻湖ナウマンゾウ博物館
- 斑尾高原
  - タングラムスキーサーカス
  - 斑尾東急ゴルフクラブ